# 始蜥目
始蜥目（學名：Eolacertilia）意為「開端蜥蜴」，是群已滅絕雙孔亞綱爬行動物，屬於鱗龍形下綱演化支，生存於二疊紀晚期到三疊紀晚期。目前無法確定始蜥目是否為天然演化支，或是垃圾箱类群。始蜥目包含孔耐蜥科、Paliguanidae。過去曾有其他屬被歸類於始蜥目，目前改歸類於其他分類位置，Palaeagama、Saurosternon目前是原始雙孔亞綱，長頸龍、Cteniogenys目前屬於主龍形下綱，Fulengia目前是蜥腳形亞目恐龍。